# Сабашук, Пётр Павлович
Пётр Павлович Сабашук (укр. Петро Павлович Сабашук; род. 13 июля 1957, с. Селище, Литинский район, Винницкая область) — украинский политик, предприниматель и инженер. Народный депутат Украины (2002—2006).

## Биография
Окончил Винницкий политехнический институт (1983), «Автоматика и телемеханика»; Запорожский индустриальный институт (1988), «Промышленная теплоэнергетика».
1976—1978 — служба в армии.
1983—1986 — мастер цеха теплоавтоматики, старший мастер автоматизированных систем управления главного предприятия тепловых сетей.
С 1987 — главный инженер, директор Коммунарского предприятия тепловых сетей.
С 1996 — президент ОАО «Рассвет».
2001—2002 — главный конструктор научного центра «Энергия», председатель совета директоров ОАО «Рассвет».
С 2002 по 2006 год — народный депутат Украины VI созыва от избирательного округа № 76 (Запорожская область), выдвинут Блоком Виктора Ющенко «Наша Украина». Председатель подкомитета по вопросам ядерной политики и ядерной безопасности Комитета по вопросам топливно-энергетического комплекса, ядерной политики и ядерной безопасности.
На парламентских выборах в 2006 году был под № 27 в списке Гражданского блока «Пора-ПРП».
С 2014 года — народный депутат Украины VIII созыва от избирательного округа № 74 (Запорожская область).
Член фракции «Блок Петра Порошенко». Заместитель председателя Комитета по вопросам строительства, градостроительства и жилищно-коммунального хозяйства.
Депутат Запорожского горсовета (2006—2010). Был председателем Запорожской областной организации ПРП.

### Семья
Жена Елена Анатольевна (1961); дочь Виталия; сыновья Илья и Пётр.

### Награды
Орден «За заслуги» III (1997) и II (2009) степени.